# The Lays of Beleriand
Баладе Белеријанда (енгл. The Lays of Beleriand) је трећи том серијала The History of Middle-earth, који је Кристофер Толкин саставио на основу рукописа свог оца Џ. Р. Р. Толкина. Објављен је 1985. године.

### Натписи
На првим страницама сваког тома Историје Средње земље налази се натпис у феанорским карактерима (Тенгвар, писмо које је Толкин осмислио за Високе Вилењаке), који је написао Кристофер Толкин и који описује садржај књиге. Натпис у Књизи III гласи: „У првом делу ове књиге налази се Балада о деци Хуриновој Џона Роналда Руела Толкина, у којој је делимично изложена прича о Турину. У другом делу налази се Балада о Леитијану, која представља причу о Берену и Лутијени до сусрета Берена са Кархаротом на дверима Ангбанда.”

## Пријем
Дејвид Лангфорд је у рецензији књиге за часопис White Dwarf изјавио да: „Неколико трачака хумора долази из 15-стране критике раног нацрта од стране К. С. Луиса: за остало, јадни стари Толкин лежи закопан и фосилизован у озбиљним коментарима, попут постављеног текста за енглеску књижевност.”
Списатељица Сузана Роунтри написала је да је ова књига њена омиљена и да је једини том од свеукупних дванаест који је прочитала у целости и „[враћала му се] често ради уживања”. Према њеном мишљењу, „главна привлачност књиге је трећи део, Балада о Леитијану”. Она је описује као „живу, грандиозну песму, написану у богато украшеном стилу који се на неким местима граничи (у најбољем случају) са бароком. У најгорем случају делује помало незграпно; у најбољем одговара раскошној, јуначкој причи и окружењу.” Коментарише да је Луис „очигледно уживао у песми”, и да је чак измислио научнике Пибодија и Памперника који коментаришу оно што Луис представља као древни текст.
Албум Oath Bound аустријског бенда Summoning, познатог по текстовима инспирисаним Толкиновим делима, садржи неколико песама са текстовима који су изведени из Баладе о Леитијану.